# Zorica Brunclik
Zorica Brunclik (serbisk kyrilliska: Зорица Брунцлик), född 29 juni 1955 i Požarevac, är en serbisk folksångerska. Hon räknas som en av de mest populäraste folkmusikerna i den forna Jugoslavien, tillsammans med de andra serbiska folkmusikerna.
Hennes karriär började 1975 med singeln Nina, med låtarna Povedi me na venčanje (Ta mig till bröllopet) och Donela te sreċa meni (Och förde lycka för mig). Året därpå släppte hon sitt debutalbum vid namn Ne daj da nas rastave (Låt de inte skilja oss). Några år framåt fortsatte hon att släppa album via PGP RTS, Gold och Grand.

## Diskografi
- Nina (1975) (singel)
- Ne daj da nas rastave (1975) (singel)
- Gde si bio dok su tekle suze (1976) (singel)
- Došao je čovek pravi (1976) (singel)
- Venac ljubavi (1976) (singel)
- Ne daj da nas rastave (1976) (album)
- Juče znanci, danas stranci (1977) (singel)
- Oj, javore, javore (1978) (album)
- Ćuti, ja te molim (1978) (singel)
- Srce moje bolno (1978) (singel)
- Da li si i sada još onako lep (1979) (singel)
- Između mene i tebe (1979) (album)
- Tri noći ljubavi (1979/1980) (album)
- Pozovi me ako si usamljen (1980) (singel)
- Ti si moje najmilije (1980) (singel)
- Odakle si sele (1980) (album)
- Ako te poljubim (1981) (album)
- Pahuljica (1981) (album)
- Radosti moja (1982) (album)
- Ti si moja najslađa bol (1983) (album)
- Uteši me (1984) (album)
- Ja sam tvoja karamela (1985) (album)
- Neću da te menjam (1986) (album)
- Ne dam da mi lome krila (1987) (album)
- Muke moje (1988) (album)
- Eh, da je sreće (1989) (album)
- Rođeni jedno za drugo (1990) (album)
- Ja znam (1992) (album)
- Branili su našu ljubav (1993) (album)
- Kada bi me pitali (1995) (album)
- Kad procvetaju zumbuli (1996) (album)
- Dunjo mirisna (1997) (album)
- Celog života žalim za tobom (1998) (album)
- Ej, sudbino (2000) (album)
- Težak je ovaj život (2002) (album)
- Rođendana dva (2004) (album)
- Nano moja, nano (2006) (album)